# Маяцьке городище
50°58′13″ пн. ш. 39°17′34″ сх. д. / 50.9703° пн. ш. 39.2929° сх. д.
Маяцьке городище — середньовічне городище IX—X ст, розташоване на високому мисі у Лискинському районі Воронезької області при впадінні річки Тиха Сосна у Дон. Тут тепер знаходиться музей-заповідник Дивногір'я.
Городище містить білокам'яну фортецю, поселення з могильником і гончарні майстерні. Пам'ятник Салтівської археологічної культури.

## Історія вивчення
Перша згадка про городище датується 1648 р у будівельній книзі міста Коротояк під назвою «Маяцьке старовинне городище». Назва не зафіксована у переказах місцевого населення, і його етимологія не зрозуміла. Висувалося припущення, що воно пов'язане з маяком на цьому мисі для річкових суден, але після обстеження місця залишків маяка знайдено не було..
У 2-й половині XVII століття на мисі був заснований Успенський печерний чоловічий монастир, при будівництві якого була використана частина кам'яних блоків стін городища.
Знахідки з городища були введені у науковий обіг в 1890 році, коли було знайдено і опубліковано кілька речей з катакомбного поховання. Перші дослідження велися силами краєзнавців, яких цікавили тільки поховання.
Повноцінні розкопки проводили археологи О. І. Мілютін в 1906 році і М. О. Макаренко в 1908-1909 роках. З 1975 по 1982 рік дослідженням пам'ятника займалася радянсько-болгаро-угорська експедиція під керівництвом С. О. Плетньової. В 2008 році розкопки відновлені експедицією Бєлгородського Держ. Університету.

## Матеріальна культура
Археологічні знахідки показують нам процес проникнення і з'єднання культур, і це проявляється на всій території Подоння і навіть всього Хазарського каганату. Через ці території проходили торгові шляхи. Знайдено намиста, виготовлені у Візантії, а також знахідки амфор тощо. Такі ж знахідки є і на території Маяцького поселення. Знайдено кухонний глиняний посуд з домішкою морського піску, по виду виготовлений степовиками-брахікранами. Інші категорії предметів (від зброї до прикрас) також були поширені на всій території Хазарії.. Відсутність лісу призводило до широкого освоєння глини і каменю, саме ці матеріали стали головними при будівництві Маяцької фортеці. Метод створення місця для будови, «острів», ідентичний тому, який застосовувався при будівництві подібних споруд на нижньому Дону, у Саркелі, у Семикаракорах, а також фортеці на Тихій Сосні. Особливості Маяцької фортеці, не властиві фортецям західніших районів лісостепової зони, дають можливість припускати, що будували у традиціях, прийнятих у центральному регіоні каганату. Можливо, за участю прийшлих архітекторів, добре знайомих з технологіями будівництва у Закавказзі, Криму та Дунайській Болгарії.
Фортеця була замком хозарського аристократа, надісланого центральною владою на кордон держави. Таким чином, сирцові фортеці, до яких і відноситься Маяцька, якоюсь мірою були і замками феодалів. Після археологічних робіт вчені прийшли до висновку, що у фортеці, крім сім'ї аристократа, жили прийшли з ним воїни, особиста охорона, булгари або хозари. Сліди аланських воїнів були знайдені на поселенні біля фортеці, це, найімовірніше, були декілька десятків воїнів, що жили на поселенні і виконували прикордонну службу під керівництвом хозарських командирів.

## Епіграфіка
На стінах фортеці знайдені рунічні написи. Вони виконані т. з. «Донським» письмом, який поки, як і всі східноєвропейські руни, залишається не дешифрованим. Автор даної класифікації Кизласов вважав ці написи пам'ятником алано-булгарської писемності.. С. О. Плетньова припускала, що їм могли користуватися хозари, оскільки такі ж рунічні написи були знайдені у поволзьких курганах, тобто на землі, де ймовірно локалізуються хозари.

## Призначення фортеці
Провідна гіпотеза розглядає Маяцьку фортецю і всю лінію з шести городищ з практично однотипними фортецями, побудованими досить щільно один до одного, як опорні пункти на кордоні між хазарськими (кочовими) і слов'янськими територіями (в археологічному сенсі це борщевська культура, яку ототожнюють з літописними в'ятичами.). З цієї точки зору, фортеці є пунктами збору данини, які також поєднували функції стоянок торговельних караванів. Між собою вони були пов'язані як водним шляхом, так і сухопутного дорогою, що проходила по правому березі і місцями збереглася до теперішнього часу
Існує альтернативна точка зору, згідно з якою фортеці були оборонною лінією, яка захищала північно-західний кордон Хозарії від слов'янської експансії. Однак цей погляд користується меншою популярністю, оскільки погано узгоджується з письмовими джерелами і ігнорує той факт, що фортеці занадто малі для захисту прилеглих до них величезних поселень. Втім, не всі шість фортець були укріплені досить для відбиття будь-яких професійних облог і нападів Таке, наприклад, найзахідніше з них - городище Червоне, з висотою його стін всього один метр і товщиною чотири метри.
Припинення життя Маяцького городища сталося у першій половині X ст., і збігається із занепадом Хазарського каганату, в результаті чого в степу почали домінувати печеніги. Вони відрізали цю територію від південних володінь держави і перетворили її у пасовища.

## Антропологія населення
На підставі численних антропологічних знахідок можна припускати, що основним населенням Маяцького поселення були алани (змішаного лісостепового варіанту). У похованнях могильників знаходять черепи з брахікранними рисами, особливо у жінок Маяцького могильника, і у чоловіків, похованих на поселенні за територією городища. Виявлено також аланський тип з більш вираженою долихокранністю у чоловіків на могильнику і у жінок на поселенні. Є підтвердження присутності степовиків-брахікранів на території Маяцький фортеці, загальноприйнято пов'язується з булгарами или хазарами. або хозарами Знайдені черепи змішаного антропологічного типу - мезокранія - показують на змішання двох головних етнічних груп, що проживають в ту епоху на донських просторах. Попри явну брахікральну «домішку», виявлену антропологами за матеріалами Маяцького могильника і поселення, населення на Тихій Сосні, як і в інших регіонах варіанти, в основній масі було доліхокраний, тобто етнічно його слід пов'язувати з аланами. Особливий інтерес представляють деякі зміни в похоронних ритуалах. Так, ймовірно, що звичай поховання людей і тварин в круглих ямах, не властивий аланам, з'явився тут під впливом степового населення. Характерно, що на Маяцькому могильнику таких поховань немає зовсім, а на поселенні їх досить багато. Аналогічний обряд в більш розвиненому варіанті був типовий для будівельників Саркела, де він датується 30-50-ми роками. IX ст.

## Духовна культура
Разом з проникненням чужих звичаїв у похоронну обрядовість в алан Маяцького поселення з'явилися і «вавілоноподібні» (квадрат у квадраті з вогнищем у центрі) святилища. На думку С. А. Плетньової, принципової різниці у релігійних уявленнях у степовиків (булгар і хозар) з аланами не було. Шанування вогню, поклоніння сонцю-небу були спільними. Варто відзначити, що у Хозарії IX ст. склалося оригінальне представлення, засноване на біполярності світобудови. Це переконливо простежується у дослідженні амулетів. Ідея біполярності пронизувала, ймовірно, суспільне життя і державну систему у каганаті. Так, у Хозарії правили каган і бек, армія ділилися на два крила — ліве і праве, самі хазари ділилися на білих і чорних. Не виключено, що і на Маяцькому мисі можна припускати існування, вірніше, «втілення» біполярності у протиставленні фортеці (фактично вже феодального замку), що належала хазарському аристократу, з аланським, в основній масі, поселенням.